# Macintosh Quadra 605

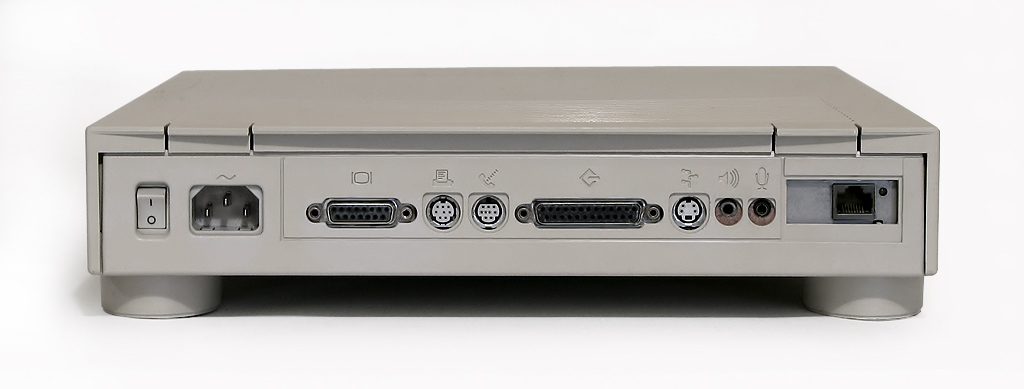
Quadra 605, achteraanzicht (inclusief een Ethernetkaart in het PDS-slot)

De Macintosh Quadra 605 (ook verkocht als de Macintosh LC 475 en Macintosh Performa 475 en 476) is een personal computer die ontworpen, gefabriceerd en verkocht werd door Apple Computer van oktober 1993 tot oktober 1994. De verschillende modelnamen zijn het resultaat van een beslissing van Apple uit 1993 om andere productlijnen te gebruiken voor verschillende markten: Quadra voor de professionele markt, LC voor de onderwijsmarkt en Performa voor de consumentenmarkt. De Performa's waren te koop in grootwarenhuizen en bij elektronicaketens, de Quadra's werden verkocht via officiële Apple-dealers.
De Quadra 605 werd gestopt in oktober 1994, de LC 475 werd nog tot juli 1996 verkocht aan onderwijsinstellingen. Het waren de laatste modellen die de "pizza box"-behuizing van de LC gebruikten, er kwam geen opvolger voor deze machines. Het zou daarna nog tien jaar duren alvorens Apple met de Mac mini opnieuw een computer op de markt bracht die minder dan 4 kg woog.

## Ontwerp
CPU: De Motorola 68LC040-processor in de Quadra 605 heeft een kloksnelheid van 25 MHz. De processor kon vervangen worden door een 68040 met een geïntegreerde FPU, waarmee de snelheid van zwevendekommaberekeningen met een factor drie toenam. via een LC PDS-kaart kon de CPU van level2-cache voorzien worden. 
Geheugen: Op het moederbord van de Quadra 605 was 4 MB geheugen gesoldeerd. Er was ook één 72-pins SIMM-slot. Met een 32 MB SIMM kon het geheugen uitgebreid worden tot maximaal 36 MB. De memorycontroller van de Quadra 605 herkende echter ook grotere SIMM's waardoor het geheugen verder uitgebreid kon worden tot 132 MB.
Uitbreiding: De Quadra 605 heeft een "LC III 68030-compatibel" Processor Direct Slot. Wegens de populariteit van het LC PDS in eerdere Macintosh-modellen en de grote verscheidenheid aan beschikbare uitbreidingskaarten bleef Apple dit type slot verder gebruiken in 68LC040-gebaseerde modellen. Het PDS-slot in de Quadra 605 is grotendeels 68030-compatibel, alleen uitbreidingskaarten die specifiek voor 68030-processoren ontworpen zijn zoals 68881- of 68882-FPU's werken niet. De Apple IIe Card kon wel gebruikt worden.
Opslag: De Quadra 605 bevat standaard een intern 3,5-inch diskettestation van 1,44 MB met manuele invoer en een SCSI harde schijf van 80, 160 of 230 MB.
Video: Op het moederbord van de Quadra 605 waren twee VRAM-slots voorzien waarin twee 256 KB of twee 512 KB VRAM SIMM's konden geïnstalleerd worden. Een combinatie van een 256 KB en een 512 KB VRAM SIMM werkte niet. Via de DB-15-connector kon een extern computerscherm aangesloten worden. Met een speciale adapter kon ook een VGA-scherm gebruikt worden.
Systeemsoftware: De Quadra 605 werd standaard geleverd met System 7.1 en kon tot Mac OS 8.1 draaien. Door een PowerPC upgrade-kaart te installeren kon Mac OS 9.1 gebruikt worden.

## Speciale kenmerken
De Quadra 605 kan niet via het toetsenbord ingeschakeld worden, dan kan alleen via de aan/uit-schakelaar aan de achterzijde van het toestel. Het indrukken van de Power-toets wanneer de computer in gebruik is heeft hetzelfde effect als het afzetten van de computer via de Finder. Na het uitschakelen wordt de gebruiker gevraagd om de machine af te zetten met de aan/uit-schakelaar.
Er zijn ook geen reset- en interrupt-knoppen. Deze functies kunnen wel via toetsencombinaties uitgevoerd worden: een reset gebeurt via ⌘ Cmd-Ctrl-Power, een interrupt via ⌘ Cmd-Power. In sommige situaties waar de computer crasht of blokkeert werken deze toetsencombinaties niet en moet de aan/uit-schakelaar gebruikt worden.

## Upgrades
De Quadra 605 was compatibel met de Macintosh Processor Upgrade Kit van Apple. Deze kaart bevatte een 50 MHz PowerPC 601-processor en werd rechtstreeks in de 68040-socket op het moederbord gemonteerd. DayStar Digital en Sonnet verkochten 100 MHz-varianten van deze kaart. Een belangrijk nadeel van deze upgradekaart was dat na installatie het Processor Direct Slot van de computer deels afgedekt werd, waardoor het niet langer mogelijk was om een PDS-kaart te gebruiken.

## Modellen

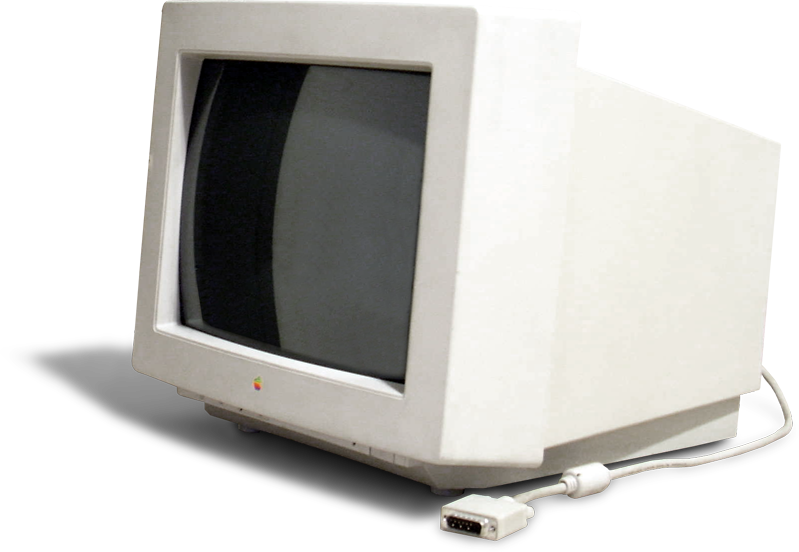
Apple Color Plus 14-inch Display

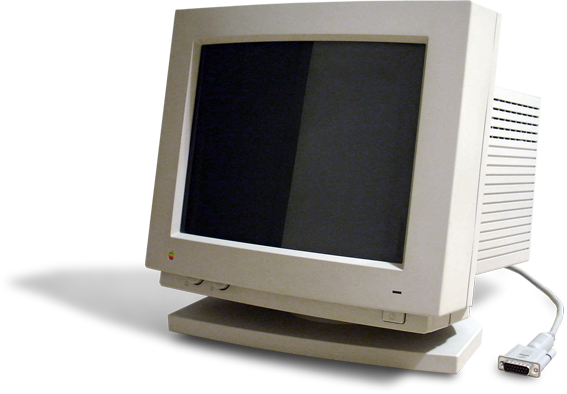
Apple Macintosh Color Display

Beschikbaar vanaf 18 oktober 1993:
- Macintosh Performa 475:[5] 4 MB RAM, 160 MB harde schijf, toetsenbord en een Apple Color Plus 14-inch Display computerscherm
- Macintosh Performa 476:[6] 4 MB RAM, 230 MB harde schijf, toetsenbord en een Apple Color Plus 14-inch Display computerscherm

Beschikbaar vanaf 21 oktober 1993:
- Macintosh Quadra 605:[1] 4 MB RAM, 80 MB harde schijf, met een licht gewijzigde behuizing[a][7]
- Macintosh LC 475:[8] 4 MB RAM, 80 MB harde schijf, toetsenbord en optioneel met een Apple Macintosh Color Display computerscherm[b]

## Specificaties
- Processor: Motorola 68LC040, 25 MHz
- Systeembus snelheid: 25 MHz
- ROM-grootte: 1 MB
- Databus: 32 bit
- RAM-type: 80 ns 72-pin SIMM
- Standaard RAM-geheugen: 4 MB
  - Uitbreidbaar tot maximaal 36 MB[c]
  - RAM-sleuven: 1
- Standaard video-geheugen: 512 kB VRAM
  - Uitbreidbaar tot maximaal 1 MB VRAM
- Standaard diskettestation: 3,5-inch, 1,44 MB (manueel)
- Standaard harde schijf: 80, 160 MB (SCSI)
- Uitbreidingssleuven: PDS
- Type batterij: 3,6 volt Lithium
- Uitgangen:
  - 1 ADB-poort (mini-DIN-4) voor toetsenbord en muis
  - 1 video-poort (DB-15)
  - 1 SCSI-poort (DB-25)
  - 2 seriële poorten (mini-DIN-8) voor een printer en (mini-DIN-9)[d] voor een modem
  - 1 audio-uit (3,5 mm jackplug)
  - 1 microfoon (3,5 mm jackplug)
- Ondersteunde systeemversies: 7.1 t/m 8.1
- Afmetingen: 7,4 cm x 31 cm x 39 cm (h×b×d)
- Gewicht: 4 kg

Uit productie: 1984: Macintosh 128K, Macintosh 512K · 1985: Macintosh XL · 1986: Macintosh Plus · 1987: Macintosh II, Macintosh SE · 1988: Macintosh IIx · 1989: Macintosh SE/30, Macintosh IIcx, Macintosh IIci, Macintosh Portable · 1990: Macintosh IIfx, Macintosh Classic, Macintosh IIsi, Macintosh LC serie · 1991: Macintosh Quadra 700, Macintosh Quadra 900, Apple PowerBook · Macintosh Classic II · 1992: Macintosh IIvx, Macintosh Quadra 950, PowerBook Duo, Macintosh Performa serie · 1993: Macintosh Centris serie, Macintosh Color Classic, Macintosh TV · Apple Workgroup Server · 1994: Power Macintosh · 1997: Power Macintosh G3, PowerBook G3, Twentieth Anniversary Macintosh · 1998: iMac · 1999: iBook, Power Mac G4 · 2000: Power Mac G4 Cube · 2001: PowerBook G4 · 2002: eMac, iMac G4 · 2003: Xserve, Power Mac G5 · 2004: iMac G5 · 2005: Mac mini · 2006: MacBook · 2015: MacBook (Retina) · 2017: iMac Pro

Huidige modellen: MacBook Air, MacBook Pro, iMac, Mac mini, Mac Studio, Mac Pro